# Laura Bianchini
Laura Bianchini (* 1954 in Trevi nel Lazio) ist eine italienische Komponistin.

## Leben
Bianchinis Interesse gilt der wissenschaftlichen Erforschung und dem Einsatz elektronischer Systeme für die Musikkomposition. Sie war beteiligt an der Entwicklung des von Michelangelo Lupone entwickelten Computers Fly10 (1983), eines der ersten italienischen Computer für Klangsynthese in Echtzeit. Sie komponierte Werke für Elektronik und analoge Musikinstrumente, für Rundfunk, Tanz und Theater. Auf dem Gebiet der Vokalmusik arbeitete sie mit Autoren und Regisseuren wie Susanna Tamaro, Giorgio Pressburger, Gustavo Frigerio, Ida Bassignano und Luca Ronconi zusammen.
1988 war sie Mitbegründerin des CRM-Centro Ricerche Musicali in Rom, deren Co-Direktorin sie ist. Hier widmet sie sich Klanginstallationen, bei denen eine Klangumgebung mit plastischen Formen, Licht- und Tontechnologien verbunden wird, darunter in Zusammenarbeit mit der bildenden Künstlerin Licia Galizia die interaktive Installation Varianti in rame (2011) und Armonico. In a landscape (2012) beruht auf John Cages gleichnamiger Komposition. Für das Castello Caetano ihrer Heimatstadt Trevi nel Lazio schuf sie die Installation Ali Sensibili (2013). In Zusammenarbeit mit Michelangelo Lupone entstand die permanente interaktive Installation Gioco delle risonanze (2006–15) in der Palestra grande von Pompeji.